# Macrogol

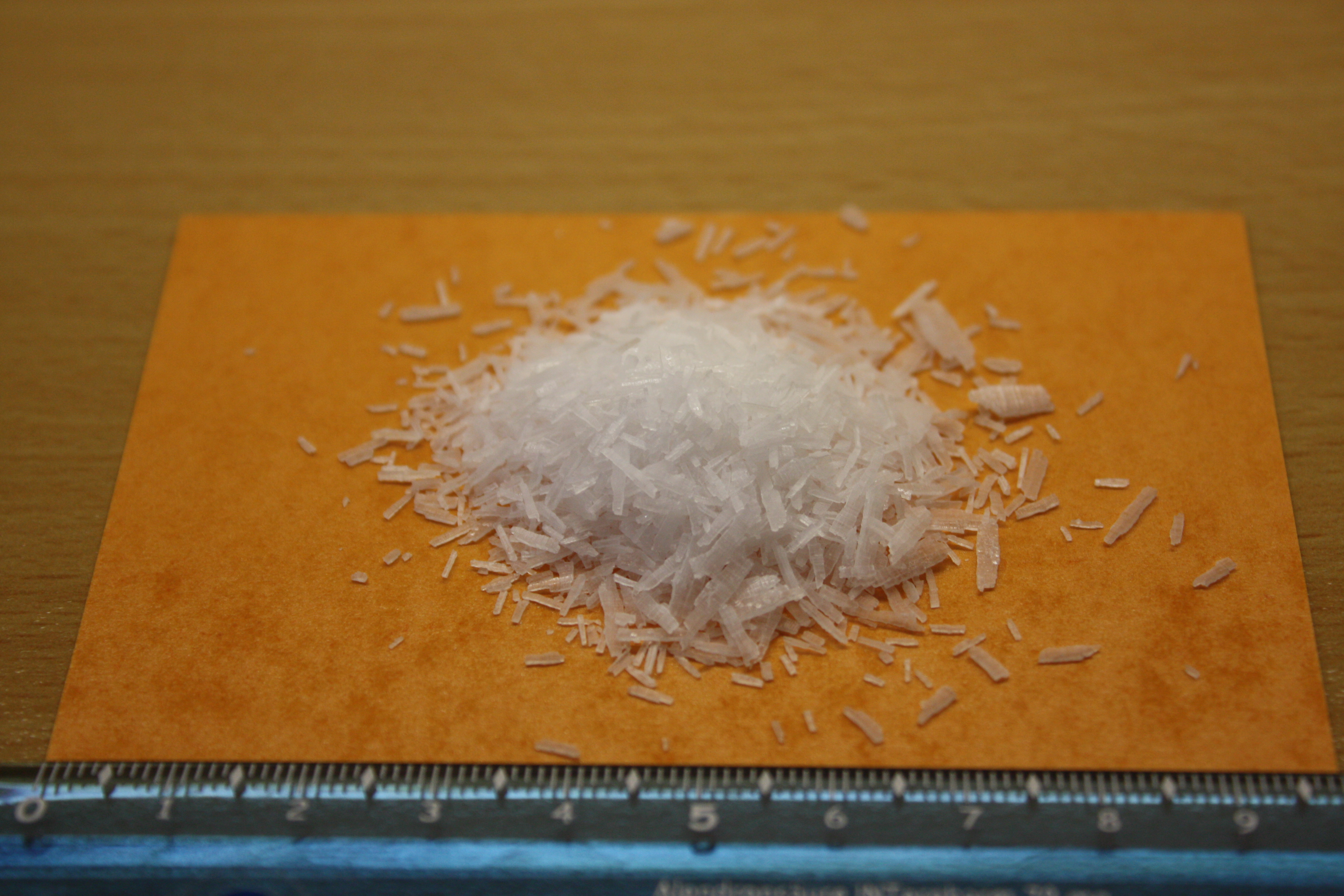
Macrogol 4000

Macrogol, ook bekend als polyethyleenglycol (PEG), wordt gebruikt als medicijn om constipatie bij kinderen en volwassenen te behandelen. Het wordt ook gebruikt om de darmen te legen vóór een colonoscopie. Het wordt ingenomen via de mond. De voordelen treden meestal op binnen drie dagen. Over het algemeen wordt het slechts aanbevolen voor maximaal twee weken. Het wordt ook gebruikt als hulpstof.
Bijwerkingen kunnen zijn: winderigheid, buikpijn en misselijkheid. Zeldzame maar ernstige bijwerkingen kunnen onder meer een abnormale hartslag, toevallen en nierproblemen zijn. Gebruik lijkt veilig tijdens de zwangerschap. Het is geclassificeerd als een osmotisch laxeermiddel. Het werkt door het verhogen van de hoeveelheid water in de ontlasting.
Macrogol werd in 1980 in gebruik genomen als darmpreparaat en werd goedgekeurd voor medische doeleinden.

## Contra-indicaties
Contra-indicaties voor macrogol oraal ingenomen als laxeermiddel zijn darmperforatie, darmobstructie, inflammatoire darmziekten en toxisch megacolon.
De doses macrogol als hulpstof zijn te laag om relevante contra-indicaties te hebben.
Allergie voor macrogol is zeldzaam en komt meestal voor als een allergie voor een toenemend aantal ogenschijnlijk niet-gerelateerde producten, waaronder cosmetica, medicijnen die het als hulpstof gebruiken, en peri-procedurele stoffen zoals ultrasone gel.